# Kim Jin-sol
Kim Jin-sol (Seúl, 3 de noviembre de 1993) es una reina de belleza surcoreana, coronada Miss Corea 2016.

## Vida personal
Nació en Seúl, Corea del Sur y se especializó en voz en la Universidad de Mujeres Sookmyung.

### Miss Corea 2016
Fue coronada Miss Corea 2016 durante la competencia celebrada el 8 de julio de 2016.